# Valentinian II.

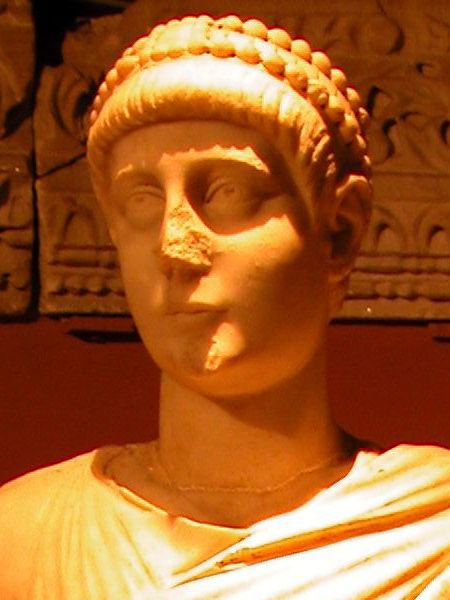
Marmorbüste Valentinians II. (?) im Istanbuler Museum (387–390)

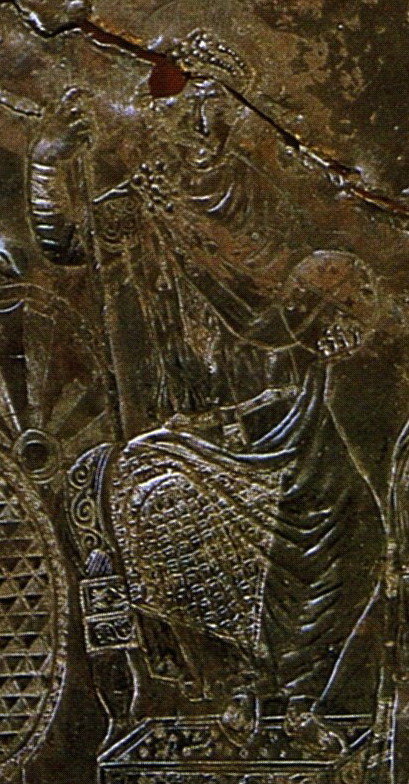
Porträt Valentinians II. auf dem Missorium von Theodosius I.

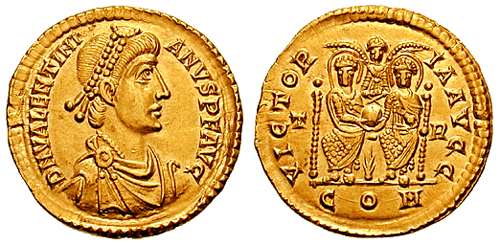
Solidus Valentinians II. Auf der Rückseite werden Valentinian und Theodosius I. als siegreich dargestellt.

Valentinian II. (* Herbst 371 wohl in Augusta Treverorum, heute Trier; † 15. Mai 392 in Vienne), eigentlich Flavius Valentinianus, war von 375 bis zu seinem Tod römischer Kaiser (Augustus) im Westen, bis zu dessen Tod als Mitkaiser seines Halbbruders Gratian. Seine Regierungszeit stellt eine Besonderheit dar, denn Valentinian II. kam bereits in sehr jungem Alter auf den Kaiserthron. Dadurch hebt er sich von den meisten Kaisern ab, welche seit der so genannten Reichskrise des 3. Jahrhunderts regiert hatten, die zumeist erfahrene Generäle waren: Zwar war es bereits seit längerem üblich geworden, leibliche Söhne von Augusti bereits im Kindesalter mit kaiserlichen Würden auszustatten, um die Nachfolge zu regeln. Doch Valentinian II. war der erste dieser Kinderkaiser, der nominell tatsächlich einem eigenen Hof vorstand und einen eigenen Reichsteil regieren sollte. Möglich wurde dies angesichts der gewachsenen Bedeutung des dynastischen Denkens für die Nachfolge im römischen Kaisertum. Man kann die Kaisererhebung Valentinians als Vorspiel auf das 5. Jahrhundert verstehen, in welchem Kaisersöhne wie Honorius, Theodosius II. und Valentinian III. ebenfalls sehr jung auf den Thron gelangten und daher von ihren Verwandten, Beratern und Generälen kontrolliert wurden.

## Leben

### Augustus des Westens
Valentinian II. wurde im Alter von vier Jahren 375 nach dem plötzlichen Tod seines Vaters Valentinian I. von den Truppen in Aquincum zum Augustus (Kaiser) im Westen des Imperium Romanum ausgerufen. Seine Kaisererhebung wurde offenbar maßgeblich vom germanischen Heermeister (magister militum) Merobaudes betrieben. Valentinians 17-jähriger Halbbruder Gratian, der schon acht Jahre zuvor von seinem Vater zum Augustus erhoben worden war, stimmte ihr ebenso wie sein Onkel, der nun dienstälteste Kaiser (senior Augustus) Valens, der im Osten des Reiches residierte, schließlich zu.
Das Reich wurde nominell zwischen den drei Augusti geteilt (blieb aber staatsrechtlich eine Einheit). Gratian bekam die transalpinen Provinzen, während Valentinian Italien, Teile von Illyrien und Africa zugesprochen wurden und Valens für den Osten zuständig blieb. Freilich konnte Valentinian, der in Mediolanum (Mailand) residierte, aufgrund seines Alters nicht eigenständig regieren, so dass Gratian de facto weiterhin den ganzen Westteil des Reiches beherrschte.
Nach dem gewaltsamen Tod des Valens in der Schlacht von Adrianopel im Juli 378 wurde das Kaiserkollegium Anfang 379 um Theodosius I. erweitert, den Gratian als Nachfolger seines Onkels Valens zum Kaiser im Osten ernannte, um einer Usurpation zuvorzukommen.

### Justina und Ambrosius
Valentinian, wenngleich als römischer Kaiser grundsätzlich juristisch mündig, stand lange faktisch unter der Vormundschaft seines Halbbruders Gratian, vor allem aber unter dem Einfluss seiner Mutter Justina, die ihn bis zu ihrem Tod um 388 dominierte. Justina war Arianerin (Homöerin) und stand damit im Gegensatz zu dem in Mailand äußerst mächtigen und populären katholischen Bischof Ambrosius, einem weiteren wichtigen Ratgeber des Kaisers (siehe auch Streit um den Victoriaaltar im Jahr 384). Ein dritter wesentlicher Berater des Kaisers war neben Justina der fränkische Heermeister Bauto († um 385).
Ambrosius widersetzte sich immer häufiger den Anordnungen Valentinians, vor allem in Bezug auf dessen Toleranzedikt zugunsten der Arianer, was schließlich in dem erstmals geäußerten Anspruch der Kirche gipfelte, auch über Kaiser richten zu dürfen: 385/386 kam es erneut zum Konflikt mit Ambrosius. Auf Wunsch Justinas sollte die vor den Toren Mailands gelegene Basilica Portiana zu einer Kirche für die Arianer gemacht werden; dies wäre formal im Einklang mit den Gesetzen gewesen, die arianische Kirchen lediglich innerhalb der Städte verboten. Ambrosius aber verweigerte dies und ließ sowohl die Basilica Portiana als auch die große Basilica nova intramurana im Stadtzentrum von einer gewaltbereiten Menge besetzen, die sich den kaiserlichen Beauftragten entgegenstellten. Ambrosius schrieb dem Kaiser einen Brief, in dem er formulierte, die letzte Entscheidung liege grundsätzlich beim Bischof. Im letzten Moment rief der Kaiser seine Soldaten zurück und verließ Mailand in Richtung Aquileia. Im Juni 386 behauptete Ambrosius überdies, die Gebeine der Märtyrer Gervasius und Protasius entdeckt zu haben. Durch dieses angebliche Wunder wurde der Bischof endgültig unangreifbar; Valentinian II. und Justina mussten klein beigeben. Angesichts dieser offensichtlichen Schwäche griff wenig später Magnus Maximus (siehe unten) offen in die Kirchenpolitik im Reichsteil des Valentinian ein.

### Magnus Maximus
Im Jahr 383 brach bei den römischen Truppen in Britannien ein Aufstand aus. Ihr Kommandeur Magnus Maximus wurde schließlich von der Armee in Britannien, Belgien, Germania prima und Germania secunda zum Augustus ausgerufen. Gratian zog dem Usurpator entgegen, doch ließen ihn seine Truppen im Stich und liefen zu Magnus Maximus über. Gratian wurde kurz darauf in Lyon ermordet. Maximus wählte als Residenz Trier und wurde vorläufig von Theodosius I., dem Kaiser im Osten und Ehemann von Valentinians Schwester Galla, anerkannt. Zunächst beschränkte er sich auf den einstigen Reichsteil Gratians, doch im Jahr 387 überschritt Magnus Maximus doch die Alpen und marschierte auf Mailand zu.
Valentinian und seine Mutter flohen nach Thessalonike zu Theodosius I. Dieser setzte Valentinian wieder ein, nachdem er Maximus in  zwei Schlachten geschlagen und kurz darauf hingerichtet hatte.

### Tod und Nachfolge
Valentinian selbst residierte seit 389 in Trier und Vienne, doch gelang es ihm auch jetzt nicht, eine selbstständige Regierungstätigkeit auszuüben, obwohl er nun formal der senior Augustus, der dienstälteste Kaiser, war. Das war vor allem der mächtigen Stellung des fränkischen Heermeisters Arbogast geschuldet, der faktisch den Westen regierte, wohl gedeckt von Theodosius. Der hatte ein Interesse daran, den jüngeren, ihm formal aber übergeordneten Valentinian unter Kontrolle zu halten. Arbogast soll schließlich sogar einen Freund Valentinians, der ihm öffentlich widersprochen hatte, vor den Augen des Kaisers ermordet haben. Als Valentinian Arbogast ein Entlassungsschreiben übergab, zerriss Arbogast es, denn da nicht er, sondern Theodosius ihn eingesetzt habe, könne ihn auch nur der entlassen: „Weder hast du mir die Macht gegeben, noch kannst du sie mir nehmen.“ Arbogast gelang allerdings die Sicherung der römischen Grenze gegen die Franken, die schon 388 plündernd in Gallien eingefallen waren und eine römische Strafexpedition vernichtet hatten; das geht aus dem Bericht des Sulpicius Alexander hervor, der im Geschichtswerk des Gregor von Tours erhalten ist (siehe auch Marcomer).
Valentinian, dessen Charakter in den Quellen gelobt wird, der aber schwer unter der Bevormundung Arbogasts gelitten haben muss, wurde am 15. Mai 392 erhängt in seinem Palast in Vienne aufgefunden. Die Umstände seines Todes sind nicht vollkommen klar: Nach Aussage mehrerer Quellen wurde er auf Veranlassung Arbogasts heimlich ermordet; es hieß, er sei beim Baden erdrosselt worden. Da es diesen Autoren aber vielfach darum ging, Theodosius I. positiv und als Rächer Valentinians darzustellen, ist große Vorsicht geboten: Wahrscheinlich beging der junge Kaiser aufgrund seiner Machtlosigkeit Selbstmord. Auch in diesem Fall wäre Arbogast natürlich eine indirekte Schuld kaum abzusprechen. Da nicht erkennbar ist, welchen Vorteil sich der Heermeister vom Tod Valentinians hätte versprechen können, ist diese Lesart nach Ansicht der meisten Althistoriker deutlich plausibler. Dafür, dass der Kaiser nicht ermordet wurde, spricht überdies die anschließende monatelange Thronvakanz: Hätte man Valentinian getötet, so hätte man wohl bereits einen unmittelbaren Nachfolger zur Hand gehabt.
Arbogast bat Theodosius jedenfalls um die Erhebung oder Entsendung eines neuen Augustus für den Westen. Doch Theodosius, der vielleicht keinen seiner beiden jungen Söhne in die Hände des Heermeisters fallen lassen wollte, blieb drei Monate tatenlos. Im August ließ Arbogast daher den Rhetor Eugenius von den Truppen zum Kaiser ausrufen. Der war ein eher toleranter Christ und verständigte sich, nachdem Annäherungsversuche an Ambrosius von Mailand gescheitert waren, bald mit den heidnisch-senatorischen Kreisen um Virius Nicomachus Flavianus, einen prononcierten Heiden, wenngleich auffällt, dass sich mehrere prominente Heiden, darunter Quintus Aurelius Symmachus, sehr zurückhaltend verhielten. Es kam zu einem letzten Aufbäumen des Heidentums im Westen, das in Rom im folgenden Jahr dazu führte, dass die Tempel wieder geöffnet wurden. Die moderne Forschung misst dem religiösen Aspekt der Auseinandersetzung allerdings zumeist keine große Bedeutung mehr bei, da auf beiden Seiten Christen und Heiden standen. Die militärische Reaktion des Theodosius erstickte die vorsichtige heidnische Restauration aber bald: Theodosius erließ Gesetze, die das Heidentum endgültig reichsweit verbieten sollten. 394 besiegte er Eugenius in der Schlacht am Frigidus; sowohl Eugenius als auch Arbogast verloren in diesem Zusammenhang ihr Leben, das Imperium war daraufhin zum letzten Mal (und nur kurzzeitig) wieder unter der Herrschaft eines einzigen Kaisers vereint (auch wenn es formal drei Augusti gab, nämlich neben Theodosius auch seine beiden Söhne).